# Сосновий бір (лісовий заказник)
Сосно́вий бір — лісовий заказник місцевого значення.
Розташований на території Сальницької сільської ради Калинівського району Вінницької області (Калинівське лісництво, кв.104 діл. 1). Оголошений відповідно до Рішення Вінницького облвиконкому від 29.08.1984 р. № 371
Охороняється високопродуктивне еталонне соснове лісонасадження віком понад 80 років.
За фізико-географічним районуванням України ця територія належить до Уланівського району Північної області Придніпровської височини Дністровсько-Дніпровської лісостепової провінції Лісостепової зони. З геоморфологічної точки зору територія заказника знаходиться на просторій ділянці другої борової тераси р. Південний Буг зі світло-сірими лісовими супіщаними ґрунтами на староалювіальних відкладах, внаслідок чого рельєф тут рівнинний з незначним перепадом висот.
Клімат території помірно континентальний. Для нього характерне тривале, нежарке літо і порівняно недовга, м'яка зима. Середня температура січня становить -6…-5,5°C, липня +18,5…+19 °C. Річна кількість опадів складає 500—525 мм.
За геоботанічним районуванням України ця територія належить до Європейської широколистяної області, Подільсько-Бесарабської провінції, Вінницького (Центральноподільського округу). Рослинність представлена високопродуктивними насадженнями сосни віком близько 100 років. Травостій заказника складається із тіньових неморальних видів, частина яких знаходиться тут на південній межі ареалу: грушанка круглолиста, веснівка дволиста, орляк звичайний.

## Галерея

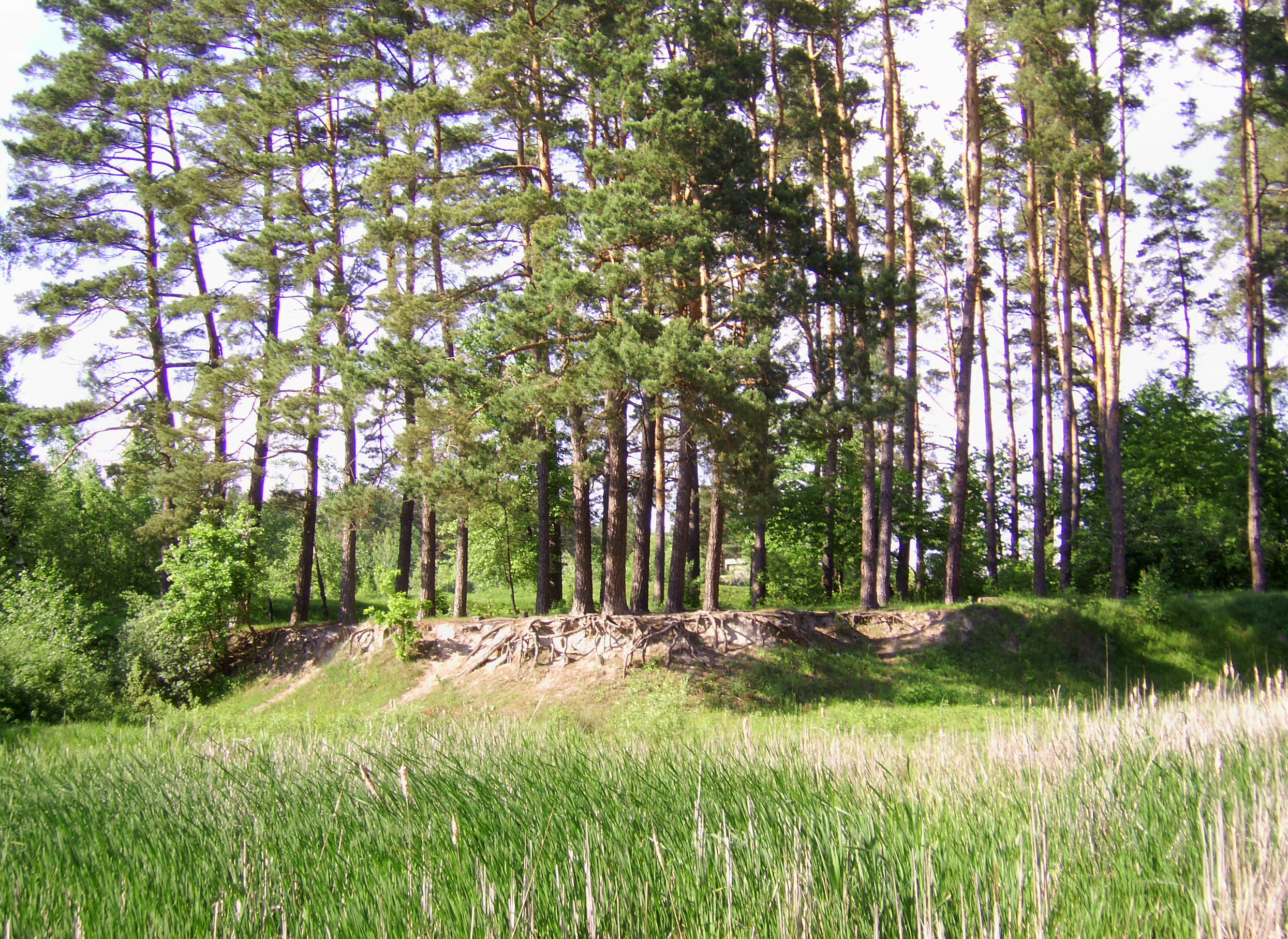
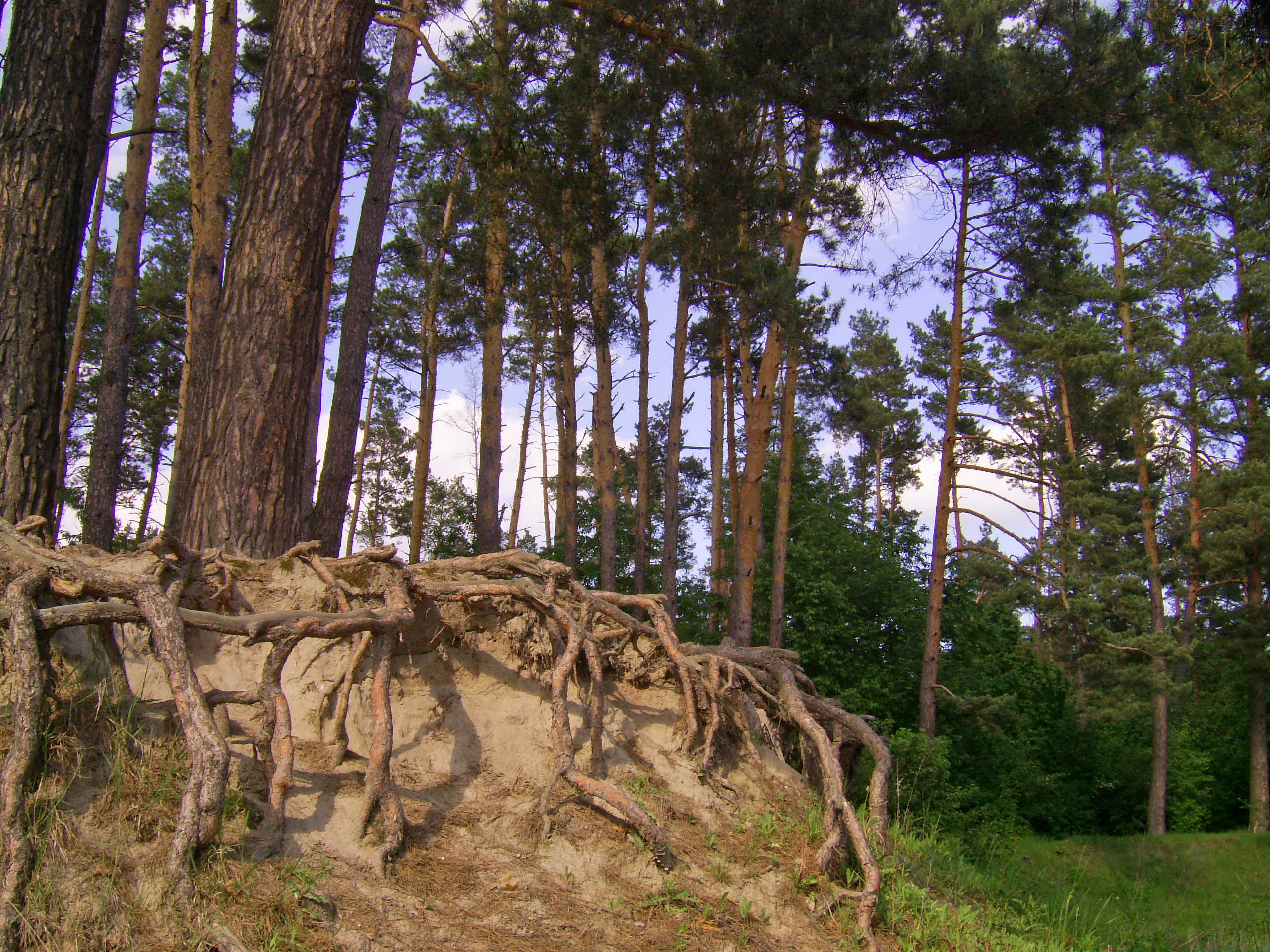
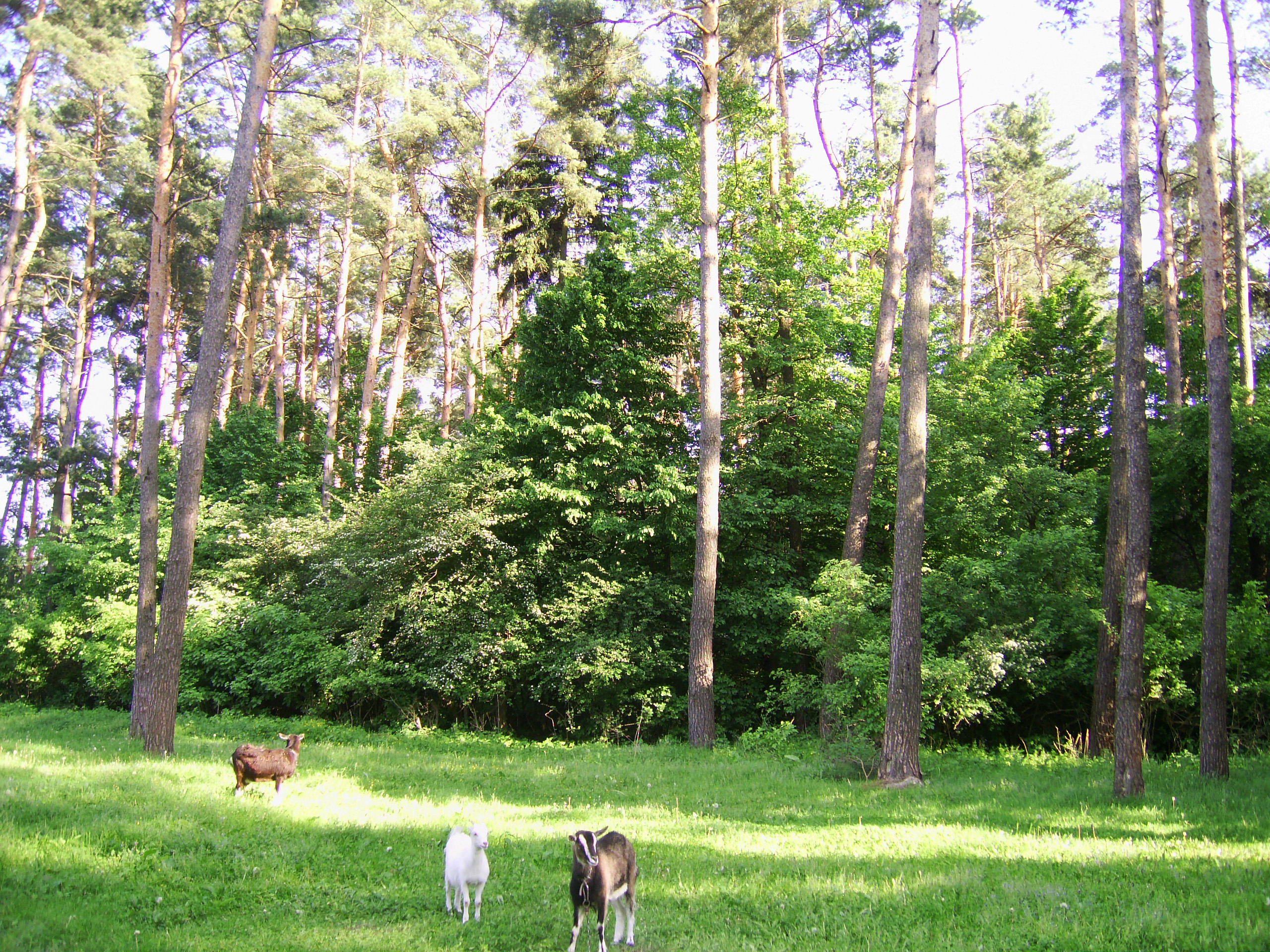
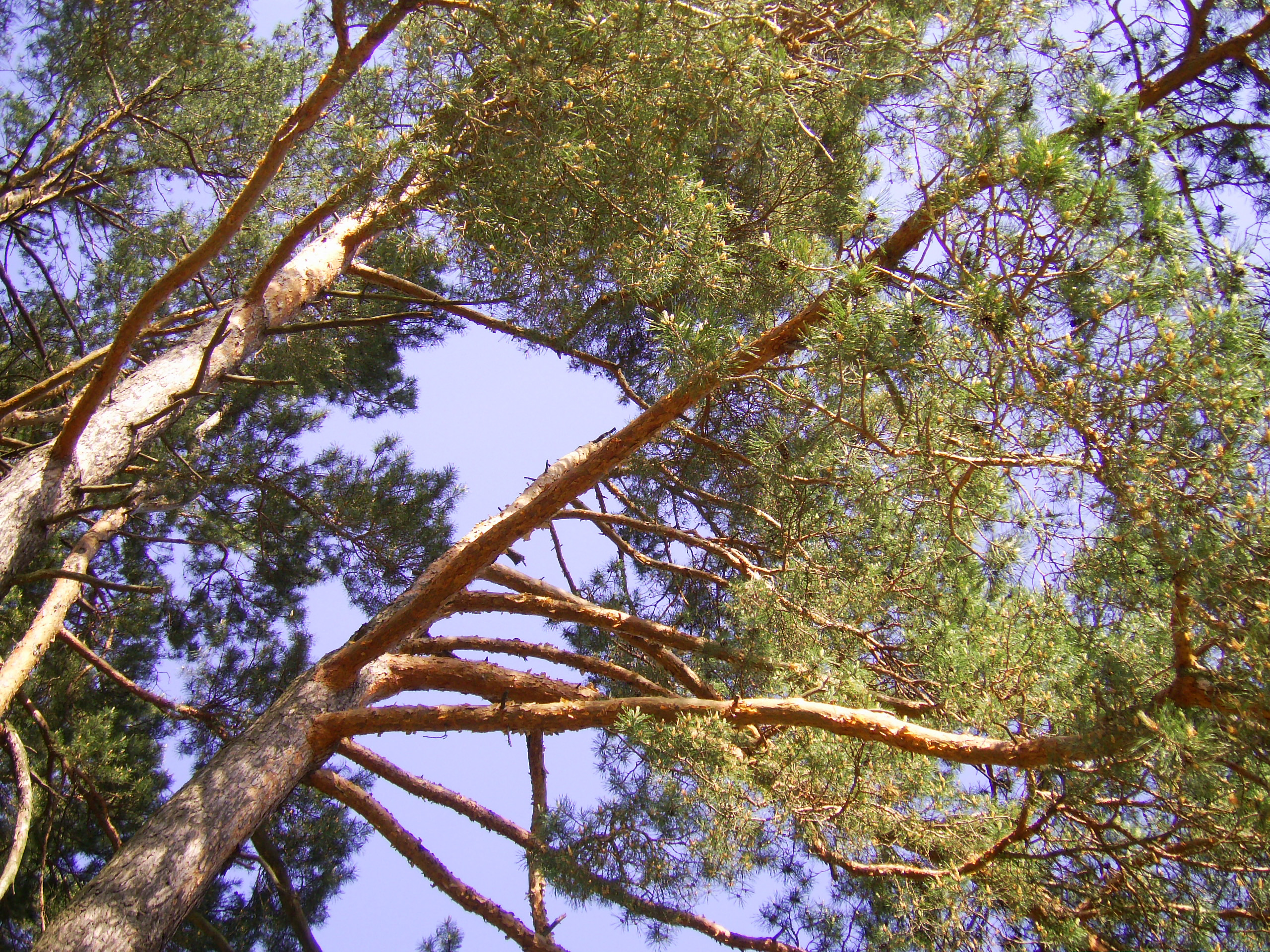